# Radiodiffusione pubblica
La radiodiffusione pubblica, così come la telediffusione pubblica, è una forma di servizio pubblico destinato a servire le esigenze di visualizzazione o di ascolto del pubblico su scala nazionale. Fatta eccezione per gli Stati Uniti, è stata tradizionalmente la forma principale di teleradiodiffusione in gran parte del mondo.

## Descrizione
Si tratta di un sistema in cui la radio, la televisione, e potenzialmente altri mezzi elettronici ricevono parte o tutti i loro finanziamenti da parte del pubblico. I fondi per le emittenti possono venire direttamente da singoli individui attraverso donazioni volontarie, o dei canoni televisivi, o indirettamente come sovvenzioni statali (che possono essere finanziate attraverso una specifica tassa, come la licenza televisiva). Molte emittenti pubbliche integrano questo con il contributo di aziende, in cambio di annunci di sottoscrizione. Mentre questi somigliano ai tradizionali annunci pubblicitari su emittenti commerciali, di solito ci sono limitazioni, come il divieto di fare rivendicazioni sul prodotto, indicare i prezzi, o fornire un incentivo ad acquistare.
La radiodiffusione commerciale è diffusa in molti Stati del mondo, e il numero di paesi con il solo servizio pubblico di radiodiffusione, è diminuito in modo sostanziale. Il mercato dei mezzi di comunicazione di massa è estremamente concorrenziale, e come tale, può essere difficile per un'emittente di servizio pubblico sopravvivere agli interessi commerciali. Questo può diventare un problema ancora maggiore con l'aumento del numero di canali che offre la radiodiffusione digitale.

## Attività e contenuti
Le emittenti pubbliche possono ricevere tutto o una parte sostanziale del loro finanziamento da fonti governative, sia dalle entrate fiscali generali o da diritti di licenza. Dal momento che le emittenti pubbliche non fanno affidamento sulla pubblicità come fonte di entrata nella stessa percentuale delle emittenti commerciali, questo consente alle emittenti pubbliche di mandare in onda programmi che sono meno vendibili per il mercato di massa, come programmi sugli affari pubblici, documentari radio-televisivi, e programmi educativi. Il fatto che le emittenti pubbliche non abbiano gli stessi ascolti delle emittenti commerciali spesso conduce alla critica che sono loro a non rispondere a ciò che vogliono gli spettatori.

## Nel mondo

### Europa
- ARD — partenariato di emittenti di servizio pubblico tedesco
  - Mitteldeutscher Rundfunk — Lipsia
  - Westdeutscher Rundfunk — Colonia
  - Norddeutscher Rundfunk — Amburgo
  - Rundfunk Berlin-Brandenburg — Berlino
  - Bayerischer Rundfunk — Monaco di Baviera
  - Südwestrundfunk — Stoccarda
  - Saarländischer Rundfunk — Saarbrücken
  - Hessischer Rundfunk — Francoforte sul Meno
  - Radio Bremen — Brema
- Arte — Francia / Germania
- BBC — Regno Unito
- BNT — Bulgaria
- BRF — comunità germanofona del Belgio
- BVN — televisione delle Fiandre e dei Paesi Bassi
- ČT — Repubblica Ceca
- Channel 4 — Regno Unito
- Danmarks Radio — Danimarca
- Duna TV— Ungheria
- ETV — Estonia
- France Télévisions — Francia
- GBC — Gibilterra
- HRT — Croazia
- LRT — Lituania
- Magyar Televízió — Ungheria
- MRT — Macedonia del Nord
- ERT — Grecia
- NRK — Norvegia
- ORF — Austria
- PBS — Malta
- NPO — Paesi Bassi
  - BNN
  - EO
  - KRO
  - LLiNK
  - MAX
  - NCRV
  - TROS
  - VARA
  - VPRO
- RTP — Portogallo
- Radio France
- Rai — Italia
- RAS — Provincia autonoma di Bolzano, Italia
- RTBF — Vallonia, Belgio
- RTCG — Montenegro
- RTÉ — Irlanda
- RTS — Serbia
- RTSH — Albania
- RTV SLO — Slovenia
- RTVE — Spagna
- STVR — Slovacchia (in passato era RTVS[1])
- RÚV — Islanda
- S4C — Galles, Regno Unito
- Sjónvarp Føroya — Isole Fær Øer
- SRG SSR — Svizzera
- SVT e SR — Svezia
- UR — Svezia
- TG4 — Irlanda
- TVP — Polonia
- TVR — Romania
- TRT — Turchia
- VRT — Fiandre, Belgio
- Yleisradio — Finlandia
- ZDF — Germania

### Nord America
- Public Broadcasting Service — Stati Uniti
- Annenberg/CPB — Stati Uniti
- Create — Stati Uniti
- American Public Media — Stati Uniti
- PRX — Stati Uniti
- WREK Atlanta — Atlanta, GA, Stati Uniti
- Canadian Broadcasting Corporation — Canada
- Saskatchewan Communications Network — Canada
- Télé-Québec — Canada
- TFO — Ontario
- TVOntario — Ontario
- CJRT-FM — Toronto, Ontario
- Knowledge Network — Columbia Britannica
- CKUA — Alberta
- Canal Savoir — Montréal
- National Public Radio — Stati Uniti
- Public Radio International — Stati Uniti
- Pacifica Radio — Stati Uniti

### Sud America
- Canal 7 Argentina — Argentina (nazionale)
- Canal 10 - Tucumán — Tucumán, Argentina
- TVN — Cile (nazionale)
- Señal Colombia — Colombia
- Telecaribe — Barranquilla, Colombia
- Telepacífico — Colombia occidentale
- Cubavisión — Cuba
- Venezolana de Televisión — Venezuela (nazionale)
- Televisión Educativa — Venezuela
- ViVe — Venezuela
- TeleSUR — raggiunge l'intero continente, di proprietà di Venezuela (51%), Argentina (20%), Cuba (19%) e Uruguay (10%)
- TV Cultura — San Paolo, Brasile (alcune programmazioni disponibili a livello nazionale)

### Africa
- Établissement Public de Télévision - Algeria
- Unione della radio e della televisione egiziana - Egitto
- Établissement de la Télévision Tunisienne - Tunisia
- Radiodiffusion-Télévision Ivoirienne - Costa d'Avorio
- Televisão Pública de Angola - Angola
- Radio-Télévision nationale congolaise - Repubblica Democratica del Congo
- Namibian Broadcasting Corporation - Namibia
- South African Broadcasting Corporation — Sudafrica

### Asia
- CCTV — Cina
- Israeli Broadcasting Corporation — Israele
- KBS — Corea del Sud
- NHK — Giappone
- Prasar Bharati — India
  - All India Radio
  - Doordarshan
- Public Television Service — Taiwan
- RTHK — Hong Kong
- IRIB — Iran
- RTM — Malaysia
- Al Jazeera — Qatar
- Mediacorp — Singapore
- PTS — Taiwan
- Thai PBS — Thailandia
- VTV — Vietnam

### Oceania
- Australian Broadcasting Corporation — Australia
- Imparja Television — Australia
- Radio New Zealand — Nuova Zelanda
- Special Broadcasting Service — Australia